# Maladies du caféier
Liste non exhaustive des maladies du caféier (Coffea arabica, Coffea canephora).

## Maladies bactériennes
| Maladies                                           | Agents pathogènes               |
| -------------------------------------------------- | ------------------------------- |
| Brûlure bactérienne                                | Pseudomonas syringae pv. garcae |
| Brûlure foliaire du caféier (requeima do cafeeiro) | Xylella fastidiosa              |

## Maladies fongiques
| Maladies                                      | Agents pathogènes                                                                        |
| --------------------------------------------- | ---------------------------------------------------------------------------------------- |
| Anthracnose                                   | Colletotrichum gloeosporioides Glomerella cingulata [téléomorphe] Colletotrichum kahawae |
| Pourridié à Armillaria                        | Armillaria mellea                                                                        |
| Taches foliaires algales                      | Cephaleuros virescens                                                                    |
| Fusariose du caféier                          | Fusarium stilboides Gibberella stilboides [téléomorphe]                                  |
| Anthracnose des baies du caféier              | Cercospora coffeicola                                                                    |
| Pourriture noire des racines due à Rosellinia | Rosellinia spp.                                                                          |
| Phoma du caféier (taches foliaires brunes)    | Phoma costaricensis                                                                      |
| Chancre du caféier                            | Ceratocystis fimbriata Phomopsis coffeae                                                 |
| Fusariose des fruits du caféier               | Fusarium equìsetì var. ìntermedeum n. var.                                               |
| Maladie des baies du caféier                  | Colletotrichum kahawae                                                                   |
| Pourriture sèche des racines                  | Fusarium solani                                                                          |
| Ascochytose du caféier (dépérissement)        | Ascochyta tarda                                                                          |
| Taches foliaires                              | Phyllosticta coffeicola                                                                  |
| Rubellose du caféier                          | Erythricium salmonicolor (Phanerochaete salmonicolor)                                    |
| Pourriture rouge des racines                  | Ganoderma philippii                                                                      |
| Rouille orangée du caféier                    | Hemileia vastatrix                                                                       |
| Rouille farineuse du caféier                  | Hemileia coffeicola                                                                      |
| Maladie américaine des feuilles du caféier    | Mycena citricolor Omphalia flavida Stilbum flavidum [anamorphe]                          |
| Maladie de la toile d'araignée                | Corticium koleroga                                                                       |
| Trachéomycose du caféier (Carbunculariose)    | Gibberella xylarioides Fusarium xylarioides [anamorphe]                                  |
| Flétrissement                                 | Ceratocystis fimbriata Fusarium oxysporum f.sp. coffea                                   |

## Maladies virales
| Maladies          | Agents pathogènes                                                      |
| ----------------- | ---------------------------------------------------------------------- |
| Taches annulaires | Virus des taches annulaires du caféier (Coffee ringspot virus, CoRSV). |

## Maladies diverses et désordres physiologiques
| Maladies                                      | Agents pathogènes                                                 |
| --------------------------------------------- | ----------------------------------------------------------------- |
| Dépérissement physiologique par surproduction | Souvent exacerbé par la rouille.                                  |
| Phthiriose du caféier                         | Maladie provoquée par des cochenilles de la famille des Coccidae. |